# 跋山遗址
跋山遗址位于山东省临沂市沂水县沂城街道河奎村的一处旧石器时代遗址。该遗址年代或在旧石器时代中期（大约6-10万年前），是山东及中国北方地区首次发现旧石器时代中期遗址。出土石制品及动物化石数量众多，并含有动物骨、角、牙等制作的骨制品。遗址距离沂源猿人发现地较近，周围是山东发现古人类活动的密集区域。该遗址入选2023年度全国十大考古新发现。

## 发现与发掘
遗址位于沂水县跋山水库泄洪闸下游约300米处沂河西岸，2020年8月由一名钓鱼的民众发现化石并发布到社交媒体上，而后相关信息辗转被沂水县文化和旅游局文物管理办公室的负责人看到使跋山遗址得以被发掘。
2021年4月至6月由山东省文物考古研究院、沂水县文化和旅游局组成联合考古队对其进行第一阶段考古发掘。遗址地层堆积厚度近8米，目前已揭露8个文化层，发掘出石制品、骨牙角制品及动物化石5000余件，揭露出1处人类活动面、3处用火遗迹。2022年第二阶段发掘工作正在准备进行中。

## 文化遗物

### 石制品
出土石制品类型丰富，主要以石英为原料，包括锤击、砸击石核，盘状石核及各类石片，工具可见石球、石锤、刮削器、砍砸器、尖状器、石钻及锯齿形器等。石料多为脉石英，产自2公里处西跋山基岩条带内。

### 动物化石
出土动物化石种类包括象、原始牛、赤鹿等，发现大象等动物化石集中埋藏的现象。

### 骨制品
出土骨牙角制品包括用动物肢骨、象牙和鹿角磨制的锥形器、铲形器，其中一件用古菱齿象门齿修制而成的大型铲形器（长度为53.5cm），目前采用铀系法及光释光两种测年方法对象牙铲和同层土壤进行测定，年代数据为距今9.9万年和10.4万年。